# 川除村
川除村（かわよけむら）は、かつて青森県にあった村。

## 地理
- 河川：岩木川

## 沿革
- 1889年（明治22年）4月1日 - 町村制施行により西津軽郡川除村、豊田村、芦沼村、蓮川村、小曲村が合併し、川除村が発足。
- 1955年（昭和30年）3月30日 - 西津軽郡木造町、越水村、柴田村、出精村、舘岡村、鳴沢村の一部（大字出来島）と合併し、木造町を新設して消滅。
- 1958年（昭和33年）4月1日 - 旧村域の木造町大字小曲が五所川原市に編入。